# Ernesto Teodoro Moneta
Ernesto Teodoro Moneta (Milão, 20 de setembro de 1833 — Milão, 10 de fevereiro de 1918) foi um dos presidentes da Liga Lombarda pela Paz. Recebeu o Nobel da Paz de 1907.

## Vida
Com a idade de 15 anos Moneta participou dos Cinco Dias de Milão, rebelião contra o governo austríaco, e em 1859-1860 lutou com Giuseppe Garibaldi na vitoriosa batalha de libertação. Em 1861 entrou para o exército italiano regular e lutou na batalha de Custoza, em 1866.
Posteriormente, ele se tornou um ativista internacional pela paz, apesar de seu forte nacionalismo italiano.
Entre 1867 e 1896 foi editor do jornal democrático de Milão Il Secolo, publicado por Edoardo Sonzogno.
Em 1887, ele fundou a Associação Lombarda para a Paz e a Arbitragem (Unione Lombarda per la Pace e l'Arbitrato), que clamava pelo desarmamento e previa a criação de uma Liga das Nações e do Tribunal Permanente de Arbitragem. Ele ganhou (com Louis Renault) o Prêmio Nobel da Paz em 1907.
Nos últimos anos de sua vida, porém, o nacionalismo italiano de Moneta se reafirmou e levou a melhor sobre seu pacifismo. Ele expressou apoio público à conquista italiana da Líbia em 1912 e à entrada da Itália na Primeira Guerra Mundial em 1915.

## Publicações
- La morte dell’Imperatore Guglielmo. L’utopia di Mazzini e la Pace, Milano, 1888;
- Il Governo e la Nazione, Milano, 1888;
- Del disarmo e dei modi pratici per conseguirlo per opera dei Governi e dei Parlamenti, Città di Castello, 1889;
- Irredentismo e gallofobia: un po’ di storia, Milano, 1902;
- Le guerre, le insurrezioni e la pace nel secolo XIX. Compendio storico e considerazioni, I-IV, Milano, 1904-10;
- La pace e il diritto nella tradizione italiana, Milano, 1909
- L’opera delle Società della pace dalla loro origine ad oggi, Milano, 1910;
- Patria e Umanità, Milano, 1912;
- L’ideale della Pace e la Patria, Milano, 1912.